# The Phantom Band
The Phantom Band ist eine in Glasgow gegründete Rockband. Ihre Musik bewegt sich im düsteren Folkrockstil und beinhaltet elektronische und psychedelische Elemente.

## Bandgeschichte
Aktiv ist die Band in ihrer aktuellen Besetzung seit 2002. Sie trug verschiedene Namen, darunter „NRA“, „Les Crazy Boyz“, „Los Crayzee Boyz“, „Tower of Girls“ oder „Wooden Trees“. Danach brachte die Band unter dem Namen „Robert Redford“ eine CDR mit dem Namen The Mummy And Daddy Dance auf ihrem nur kurze Zeit bestehenden Plattenlabel „Extreme Nudity“ heraus und verteilte sie ausschließlich über Independent-Plattenläden in ganz Großbritannien. Kurze Zeit später löschten die Musiker sämtliche Spuren der Band „Robert Redford“, spielten unter dem Namen „Robert Louis Stevenson“ einige Konzerte in Schottland und veröffentlichten 150 Audiokassetten mit ihrer Musik.
Der häufige Wechsel von Identitäten gab der Band anfangs die Freiheit, mit Musikstilen und Images zu spielen und kurz darauf wieder zu verwerfen. Aus der Vielzahl unterschiedlicher Identitäten ging dann im Jahre 2006 der Name „The Phantom Band“ hervor.
Die erste CD unter diesem Namen veröffentlichte die Band im Jahre 2007 in Form der 7"-Single „Throwing Bones“ auf dem Label „Trial & Error Recordings“. Die Zustimmung führte zum Wechsel auf das Glasgower Independent-Label Chemikal Underground. Unter diesem Label erschien im Februar 2009 das Debütalbum Checkmate Savage, das in der Presse positiv aufgenommen wurde und in Großbritannien in den Charts auf Platz 181 einstieg. Ihre erste europaweite Tour führte die Musiker im Mai 2009 durch die Niederlande, Belgien, Deutschland, Schweiz und Frankreich. Der Nachfolger von Checkmate Savage trägt den Namen The Wants und erschien am 18. Oktober 2010.

## Diskografie

### Singles
- Throwing Bones (2007)
- The Howling (2009)

### Studioalben
- Checkmate Savage (2009)
- The Wants (2010)
- Strange Friend (2014)
- Fears trending (2015)